# Luso-africanos
Luso-africanos são pessoas de origem portuguesa que nasceram em África ou então pessoas que nasceram em Portugal mas passaram boa parte de suas vidas em terras africanas. O termo "luso-africano" não deve ser confundido com afro-português ou afro-lusitano, uma vez que esses termos são usados para designar o português de ancestralidade negro-africana. A maior comunidade portuguesa que vive no continente africano encontra-se na África do Sul (cerca de 500,000 em 2013), enquanto que importantes minorias vivem na Namíbia e nos países de língua portuguesa da África (Angola, Cabo Verde, Guiné-Bissau, Moçambique e São Tomé e Príncipe.
Guiné-Bissau se tornou um país independente em 1974, seguido pelo resto das colônias em 1975. A maior parte dos colonos portugueses voltou a Portugal, onde eram chamados de retornados. Alguns migraram para outros países como África do Sul, Malawi, Namíbia e Zimbabwe bem como Brasil e Estados Unidos da América.
Quando a Comunidade dos Países de Língua Portuguesa foi fundada em 1996, alguns portugueses e um número de luso-brasileiros chegaram a pedir ajuda económica e educacional para os países africanos de língua portuguesa. Alguns desses portugueses adotaram a África como sua residência permanente.
A maioria dos luso-africanos são luso-sul-africanos, e a maior parte é resultante da migração direta de Portugal, nomeadamente da ilha da Madeira.

## Luso-africanos notáveis
- Dimas Teixeira, futebolista português
- Fernando Peyroteo, futebolista português
- Francisco Santos, atleta angolano
- Mia Couto, jornalista moçambicano
- João Ricardo, futebolista angolano
- José Craveirinha, poeta moçambicano
- José Eduardo Agualusa, jornalista angolano
- José Luandino Vieira, escritor angolano
- Marco Abreu, futebolista angolano
- Mariza, cantora portuguesa
- Noémia de Sousa, poetiza moçambicana
- Paulo Figueiredo, futebolista angolano
- Pepetela, escritor angolano
- Victor Gomes, árbitro sul-africano